# 福井宏
福井 宏（ふくい ひろし、1938年4月12日 - ）は、プロ野球審判員で、元セントラル・リーグ審判副部長。審判員袖番号は24（1988年初採用から1997年退職まで、台湾出向→審判指導員時代もつけていたが退職と同時に返上（引退はしていない）。24は1999年以降嶋田哲也がつけている）。佐賀県伊万里市出身。

## 来歴・人物
佐賀県立伊万里商業高等学校を卒業、親和銀行勤務を経て、1962年に一般公募にてセ・リーグ審判部に入局（1968年には審判員交流制度により1年間パ・リーグ審判部に在籍）、1990年から副部長をつとめ、1994年まで日本プロ野球で活躍した後、翌1995年には台湾にわたり、1996年からは審判指導員を務めた。1999年から2001年にかけては、再び台湾でジャッジを行っている。台湾では通算285試合に出場した。
通算試合出場数は3359試合、日本シリーズ10回、オールスター5回出場した。台湾から帰国後は自宅のある兵庫県西宮市で主に少年野球などの審判をしていたが、2004年に四国アイランドリーグ設立の話を聞くや、石毛宏典代表に「まだやれる。年寄りでいいなら使って欲しい」と手紙を送り、即採用された。リーグの審判責任者となり、記念すべき2005年の同リーグ開幕戦の球審をつとめるという栄誉にもあずかっている。その当時はシーズン中は四国内のビジネスホテルに泊まって単身赴任という形で審判業務を行っていた。プロ野球での実績は十分ながら、その当時において70歳までは現役という目標を持っていた。2006年のシーズンでアイランドリーグの審判を退任。アイランドリーグでの出場は186試合であった。その後、2年のブランクを経て70歳を過ぎてから2009年に発足した関西独立リーグ (初代)の審判責任者に就任した。試合には出場していたが、リーグ運営の混乱で旧運営会社のステラから審判員に5月までの報酬が支払われていないことをブログで明らかにした。2010年6月のインタビューでも正式な報酬を受け取っていないと述べている。
2011年1月に狭心症の手術を受け、2011年度からは関西独立リーグの出場試合数を従来の年間約100試合から30試合程度に減らしたという。2012年のシーズン終了後にリーグ専門の審判部を解散。2013年5月のブログでは、医師からの要望により球審はやめ、審判は塁審で継続すると述べている。2013年シーズンはインタビューやブログでリーグの試合に出場したとの明確な発言がない。同年で関西独立リーグは解散となった。
関西独立リーグの実質的な後身であるBASEBALL FIRST LEAGUE（現・関西独立リーグ (2代目)）でも審判長を務めたが、本人のブログでは公式戦で審判員を行っているという言及はみられない。2015年1月1日付のブログでは、80歳まで現役の審判を務めることが目標と述べている。2015年3月にBASEBALL FIRST LEAGUEには審判部が発足したが、審判長は籾山創となっており、福井は審判員のメンバーに含まれていない。
四国アイランドリーグまでの各リーグ（マスターズリーグを除く）での出場試合数を合計すると3830試合で、岡田功の持つプロ野球最多出場記録（3902試合）まであと72試合であった。関西独立リーグ時代にこの記録が更新された可能性がある。
セリーグで最後のアウトサイドプロテクター使用者であることは有名である（パでは林忠良元副部長が最後）。現在はインサイドプロテクターを使用している。インサイドプロテクターだと打者の打席（左右）によって立ち位置を変えねばならず、一貫性のあるジャッジが出来なくなるおそれがあること、およびアウトサイドプロテクター使用時より捕手寄り（前）に構えるため、ジャッジする際の視野が狭くなることが、アウトサイドプロテクターにこだわった理由である、と語っている。しかしアウトサイドプロテクターにこだわった結果が定年まであと4年というところで言い渡された「台湾行き」であり、福井はこれを「引退勧告」と受け止めながらも承諾したという。
伊万里商は、春夏通じてはじめて、2006年の選抜高校野球大会に出場した。同校野球部OBである福井は、長年の夢がかない、万感の思いで甲子園のスタンドで観戦していたという。甲子園球場に対する思い入れは強く、自宅は甲子園から歩ける距離にある。

## エピソード
福井は1968年に審判員交流制度により1年間パ・リーグの審判をつとめているがその年審判員としてはセ・パを通して史上唯一の《快挙》を達成している。というのはその年のパ・リーグの優勝決定試合の球審をつとめたという事である。
福井は1968年10月11日に阪急西宮球場で行われた阪急対東京最終第27回戦の球審を務めているがこのゲームで阪急が矢野清のサヨナラ本塁打（投手：成田文男）で勝ちデッドヒートを展開していた南海が数分後日生球場での対近鉄で敗れたことによって球団史上初となる地元優勝を決めた。2年後同じく審判員交流制度によりセ・リーグの審判をつとめた寺本勇がセ・リーグの優勝決定試合の審判をつとめているが寺本は右翼線審だったため球審というのは福井以外に例がない。
また、この矢野のサヨナラ弾は非公式ながら“日本プロ野球史上初の優勝決定サヨナラホームラン”とされているが（試合終了の時点で阪急の優勝は未確定だったため）、それから22年後、1990年9月8日の東京ドームにおける巨人対ヤクルト戦で、巨人が本当に日本プロ野球史上初となる吉村禎章のサヨナラ本塁打（投手：川崎憲次郎）で2年連続リーグ優勝を決めた試合でも福井は球審を務めている。
また、衣笠祥雄（広島東洋カープ）が2,131試合連続出場の世界記録を樹立した試合（1987年6月13日：対中日ドラゴンズ戦）の球審も福井が務めた。